# FLEX-ES
FLEX-ES ist eine Software der Firma Fundamental Software, Inc., die den Betrieb von S/390 Betriebssystemen auf PC-Servern ermöglicht. Mit Hilfe dieses Emulators können die IBM Betriebssysteme z/OS, z/VM und VSE/ESA unmodifiziert auf einem PC-Server betrieben werden.
Für die Nutzung von FLEX-ES ist eine Lizenz zu erwerben. Mit Erwerb der Lizenz erhält der Nutzer einen Dongle, welcher während des Betriebs installiert sein muss.
Auch die zu den oben genannten Betriebssystemen gehörenden Systemkomponenten können unmodifiziert betrieben werden. Letztendlich kann damit erreicht werden, dass auch jegliche für die S/390-Architektur geschriebenen Anwendungsprogramme ohne eine Modifikation auf einem Intel-Rechner ausgeführt werden können.
IBM gestattet lizenzrechtlich die Nutzung von den genannten Betriebssystemen mit FLEX-ES auf Intel-Rechnern. Jedoch ist eine Lizenzfreigabe an die Nutzung bestimmter Intel-Prozessoren geknüpft. Die Nutzung von FLEX-ES ist für das Anwendungsspektrum von etwa 16 bis 100 MIPS (Million instructions per second) freigegeben.
Da IBM unterhalb von etwa 26 MIPS keine Prozessoren der System-z-Architektur (mehr) anbietet, nutzen besonders solche Unternehmen diese Möglichkeit, die historisch bedingt umfangreiche und komplexe Eigenanwendungen im Bereich S/390 entwickelt haben und für die ein Wechsel zu einer anderen Betriebssystemarchitektur mit sehr umfangreichen Kosten für Neuentwicklungen verbunden wäre.